# Félix Salinas
 Félix Salinas (Lima, 11 de mayo de 1939-Valencia, 29 de octubre de 2021) fue un futbolista peruano, jugaba en la posición de defensa. Pasó la mayor parte de su carrera en Universitario de Deportes. Formó parte de la famosa generación del 70 del fútbol peruano, llegando a participar incluso de 2 procesos eliminatorios (70 y 74).

## Trayectoria
Debutó en la primera división del Perú en el año 1965 en el Club Centro Iqueño, para luego ser contratado por Universitario de Deportes, club cuyos colores defendió durante siete años y con el que logró la victoria en cuatro ediciones del campeonato peruano (1966, 1967, 1969 y 1971).

## Selección nacional
Fue internacional con la selección de fútbol del Perú. Fue parte del seleccionado peruano que eliminó a Argentina en la fase de clasificación para la Copa Mundial de Fútbol de 1970. 

### Participaciones en Copas del Mundo
| Mundial                        | Sede   | Resultado        | Part. | Goles |
| ------------------------------ | ------ | ---------------- | ----- | ----- |
| Copa Mundial de Fútbol de 1970 | México | Cuartos de final | 0     | 0     |

## Clubes
| Club                  | País   | Año       |
| --------------------- | ------ | --------- |
| Centro Iqueño         | Perú   | 1965      |
| Universitario de Lima | Perú   | 1966-1972 |
| Puebla                | México | 1973-1975 |
| Zacatepec             | México | 1975-1976 |

## Palmarés

#### Campeonatos nacionales
| Título                    | Club                      | País | Año  |
| ------------------------- | ------------------------- | ---- | ---- |
| Primera división del Perú | Universitario de Deportes | Perú | 1966 |
| Primera división del Perú | Universitario de Deportes | Perú | 1967 |
| Primera división del Perú | Universitario de Deportes | Perú | 1969 |
| Primera división del Perú | Universitario de Deportes | Perú | 1971 |